# Robert Gerbout
Robert Gerbout, zapisywany czasem jako Roger Gerbout (ur. 3 marca 1903 w Paryżu, zm. ?) – francuski kierowca wyścigowy.

## Życiorys
Pochodził z Paryża. Był przemysłowcem, właścicielem małej fabryki. Ściganie się rozpoczął przed II wojną światową, startując Lombardem o pojemności 1,5 litra. Po wojnie kupił ramę modelu AL3 bez silnika, ale z hamulcami hydraulicznymi. W 1946 roku zakupił silnik. W 1947 roku wystawił ten samochód w Coupe de Lyon oraz Coupe de l'A.G.A.C.I., ale nie ukończył obu wyścigów. Następnie zbudował własny samochód (początkowo oznaczony jako Gerbout Speciale, później RG Speciale), napędzany silnikiem Lombard o pojemności 1850 cm³. Ten samochód wystawił w Grand Prix des Frontiéres w latach 1949–1951, najlepiej finiszując na ósmym miejscu w 1950 roku. Wygrał także Grand Prix de Cadours w roku 1949. Następnie zastąpił silnik Lombard jednostką BMW 328. Wiadomo o trzech wyścigach, w których wystartował RG-BMW: Grand Prix de Cadours 1952 (nie zakwalifikował się), Coupe d'Automne 1952 (nie ukończył) oraz Grand Prix des Frontiéres 1954 (nie ukończył). W połowie lat 50. startował Veritasem RS w takich wyścigach, jak Grand Prix des Frontiéres (8. w 1955 i 1957, nie ukończył w 1958), Prix de Paris (9. w 1956), Coupes du Salon (13. w 1956) czy Coupes de Vitesse (7. w 1958). W 1960 roku rywalizował samochodami Maserati: 200S w Coupes de Vitesse (7. miejsce, samochód współdzielony z Jacquesem Lefebvre’em) oraz 150S w Coupes de Paris (10. pozycja). W 1962 roku wziął udział Triumphem TR3 w wyścigu Coupes de Paris, zajmując szóste miejsce w klasie GT.